# Frank Martin Snowden

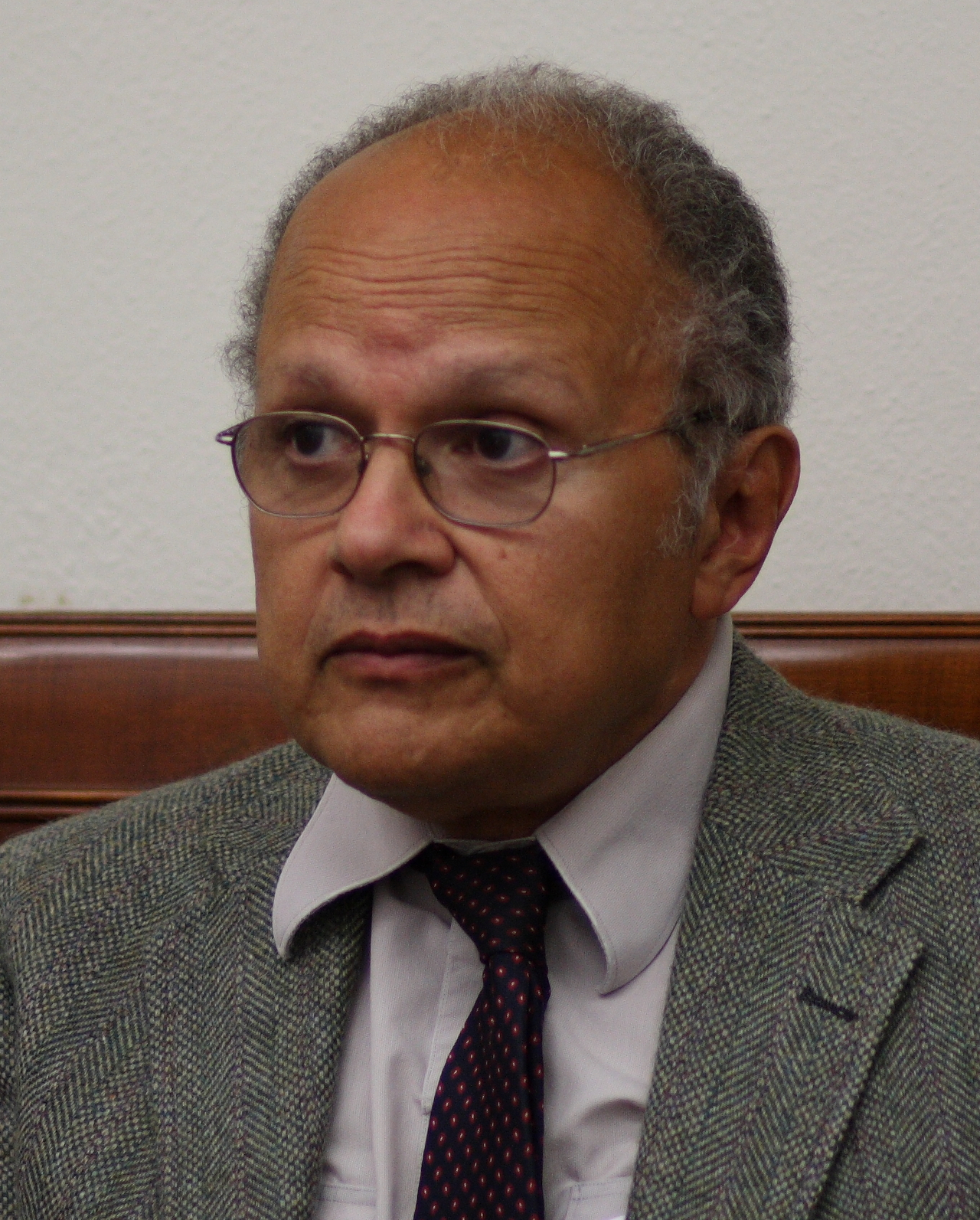

Frank Martin Snowden (* 22. Juni 1946) ist ein US-amerikanischer Historiker.

## Leben
Er erhielt einen B.A. von Harvard University im Jahr 1968 und einen B.Phil und DPhil 1972 und 1975 an der Oxford University. Von 1978 bis 1991 lehrte er an der London University und seit 1991 in Yale. 
Seine Forschungsinteressen umfassen: die vergleichende Geschichte epidemischer Krankheiten; die Geschichte der öffentlichen Gesundheit; die Auswirkungen neu auftretender und wiederauflebender Krankheiten; Fragen der medizinischen Ethik; und Bioterrorismus.

## Schriften (Auswahl)
- Violence and great estates in the South of Italy. Apulia, 1900–1922. Cambridge 1986, ISBN 0-521-30731-7.
- The fascist revolution in Tuscany, 1919–1922. Cambridge 1986, ISBN 0-521-36117-6.
- Naples in the time of cholera, 1884–1911. Cambridge 1995, ISBN 0-521-48310-7.
- Epidemics and society. From the Black Death to the present. London 2019, ISBN 978-0-300-19221-6.